# Terremoto de Tangshan de 1976
El terremoto de Tangshan de 1976 tuvo lugar en la ciudad de Tangshan, China, el 28 de julio de 1976 y tuvo una magnitud de 7,6 grados en la escala de Richter. Fue el más grave terremoto que tuvo el mundo moderno en relación de vidas perdidas, matando (según datos oficiales) 242,419 personas, pero algunas fuentes no oficiales indican que la cifra podría ser hasta tres veces mayor.
El terremoto principal ocurrió a las 03:42 horas de la mañana y muchas de las personas que sobrevirían a este fueron presas de los edificios que no resistieron al segundo terremoto que ocurrió 15 horas después y tuvo una magnitud de 7,1, seguido de muchas réplicas de magnitud 5,0 y 5,5. Muchas personas afirmaron haber visto luces extrañas la noche anterior al terremoto que fueron conocidas como las luces del terremoto.
El 78% de los edificios industriales, el 93% de los edificios residenciales, el 80% de las estaciones de bombeo de agua y 14 líneas de alcantarillado fueron destruidas o gravemente dañadas. Las ondas sísmicas llegaron a alcanzar a construcciones que se encontraban a 140 km del epicentro.
El Terremoto de Tangshan fue el segundo más mortífero registrado en toda la historia. El primero, ocurrió en el año 1556 en Shanxi, también en China, donde fueron registrados más de 830 000 muertos.
En el año 2010 el director de cine Feng Xiaogang realizó a modo de homenaje a las víctimas de la catástrofe, la película Aftershock (Tangshan Dadizheng).

## Los terremotos
El terremoto de Tangshan estuvo compuesto por dos sacudidas principales. La primera se produjo a las 3:42:56 de la mañana (hora local), aproximadamente a 12 km por debajo de la parte sur de Tangshan. La magnitud se estimó inicialmente en unos 8.1, posteriormente recalculada a 7,6 en la escala estándar Escala de mag. de momento. Sin embargo, esa escala sólo mide la energía total liberada por un terremoto, y los terremotos varían en la cantidad de esa energía que se convierte en sacudidas sísmicas. El terremoto de Tangshan, al ser relativamente poco profundo, convirtió gran parte de su energía en sacudidas en la superficie, y en la escala Mag. de onda superficial (magnitud en la superficie) (magnitud superficial) también midió 7,6. (7,8 en la escala china de magnitud en la superficie.) Esto "ocurrió en una falla de deslizamiento lateral derecha casi vertical, con rumbo N40°E", el bloque del lado sureste deslizándose unos tres metros hacia el suroeste. Esto fue el resultado de la compresión tectónica en un eje casi oeste-este. La ruptura de la superficie se produjo en cinco segmentos en escalón que se extendían ocho kilómetros a través del centro de Tangshan.
La segunda sacudida principal, con una magnitud de 7,0 Mw , o 7,4 Ms , se produjo esa tarde a las 18:45 cerca del Luanhsien (Luanxian), a unos 70 km al este-noroeste ("B" en el mapa de intensidad de la siguiente sección), justo al sur del extremo noreste de la falla de Tangshan. Esto ocurrió en una zona de fallas conjugadas con dirección norte-noroeste que cortan el extremo norte de la falla de Tangshan.  El movimiento lateral a la izquierda aquí, junto con el movimiento lateral a la derecha en la falla de Tangshan, sugiere que a medida que los bloques de la corteza al oeste y al este se comprimen juntos, el bloque entre estos dos terremotos está siendo exprimido hacia el sur.
Siguió una larga secuencia de réplicas, con doce de magnitud 6 o superior. La primera de ellas se produjo apenas tres horas y media después de la sacudida inicial, a las 7:17, en el extremo sur de la falla de Tangshan, cerca del Ninghe. ("C" en el mapa de la sección siguiente), con una magnitud de 6,2 Ms . Otra réplica importante (Ms   6,9) se produjo en noviembre cerca de Ninghe. La mayoría de las réplicas se produjeron entre estos puntos finales, en una zona de 140 km de largo y unos 50 km de ancho. Muchos edificios sufrieron más daños por las réplicas.

## Daños
Los daños causados por un terremoto dependen principalmente de dos factores. En primer lugar, la intensidad de la sacudida, que depende principalmente de la magnitud de la ruptura del terremoto, de la distancia al epicentro y de la naturaleza del suelo y la topografía locales, siendo más probable que los suelos blandos (por ejemplo, los sedimentos y el relleno) amplifiquen la intensidad y la duración de la sacudida. En segundo lugar, el diseño y la construcción de las estructuras que se sacuden, siendo especialmente vulnerables las casas construidas de adobe o piedra, las casas de madera sin un marco bien construido y las construcciones de mampostería sin reforzar. El riesgo sísmico se había subestimado en gran medida y casi todos los edificios y estructuras se diseñaron y construyeron sin consideraciones sísmicas. Como resultado, Tangshan era "principalmente una ciudad de edificios de ladrillo no reforzados", asentada justo encima de una importante línea de falla.
La potencia (magnitud) del terremoto de Tangshan viene indicada por la extensión de los lugares donde se sintió: hasta 1100 km, en la mayor parte del noreste de China, e incluso en Mongolia y Corea. En Pekín y sus alrededores, 140 km desde el epicentro, las sacudidas alcanzaron una intensidad de VI en la escala de intensidad china (similar a la Escala de Intensidad Modificada de Mercalli), con casi el 10% de los edificios dañados, y al menos 50 víctimas mortales.
Las pérdidas económicas ascendieron a 10.000 millones de yuanes.

### Zona de intensidad XI y X

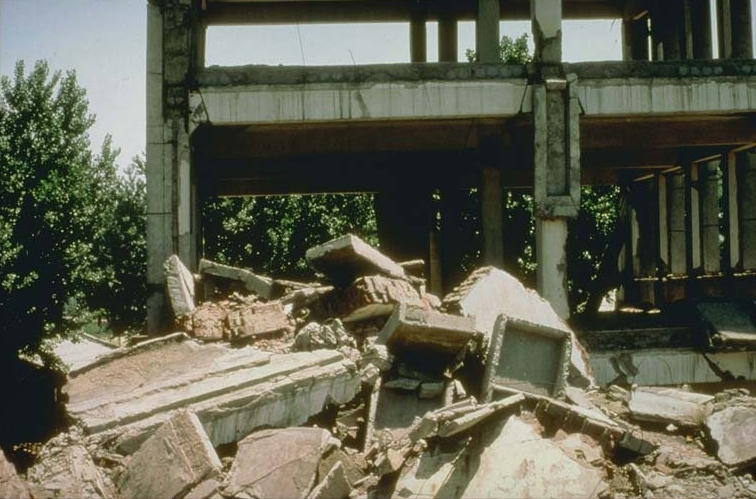
Sitio del terremoto de Tangshan

La ruptura se produjo bajo la parte sur de la ciudad, y se propagó hacia el noreste por una falla que atraviesa el centro de la ciudad. La intensidad máxima fue "XI" (once) en la escala china de 12 grados.  Casi todos los edificios y estructuras de la ciudad se derrumbaron, total o parcialmente, las infraestructuras resultaron gravemente dañadas y los servicios esenciales, como la energía eléctrica, el suministro de agua y las comunicaciones, quedaron totalmente inutilizados.
Esta zona de máximos daños tenía una longitud aproximada de 10,5 km y una anchura de entre 3,5 y 5,5 km, centrada aproximadamente en la vía férrea.
La zona de la sacudida de intensidad X -en la que sólo los edificios nuevos de ladrillo de una sola planta sufrieron meros "daños o daños leves", el resto sufrió daños graves o peores- tenía 36 km de largo y 15 km de ancho. En esta zona de "alta intensidad" (intensidad X y XI, dentro del contorno rojo del mapa) 20 puentes de carretera y cinco puentes de ferrocarril cruzan el río Douhe en Tangshan; sólo seis sobrevivieron con daños menores.

### Zona de intensidad IX y VIII
Temblores de intensidad IX (o mayor) ocurrieron en una zona de aproximadamente 78 km} de largo y 42 km (unos 1800 km2, contorno naranja interior en el mapa), y también alrededor de las réplicas en Luanxian y Ninghe. En esta zona sobrevivieron la mayoría de los edificios clasificados como Clase III (edificios bien construidos de madera, mampostería u hormigón armado), sobrevivieron pero muchos edificios de Clase II (típicamente edificios antiguos con armazón de madera que carecen de un armazón bien construido y bastante comunes fuera de las ciudades) fueron destruidos, mientras que la mayoría de los edificios Clase I (construidos con adobe o piedra) fueron destruidos
Más lejos (hasta el contorno naranja exterior), y alrededor de la ciudad de Tianjin y algunas zonas aisladas, los temblores de intensidad VIII afectaron principalmente a edificios de Clase I (más de la mitad destruidos), puentes y altas chimeneas de ladrillo. La vía del ferrocarril también estaba sujeta a flexiones o desplazamientos, dependiendo de las condiciones del suelo.

### Zona de intensidad VII
La zona de intensidad VII de las sacudidas -dentro del contorno marrón oscuro- marca la extensión de los daños moderados, donde muchas estructuras de clase I (de diseño o construcción débil) resultaron dañadas pero sólo "pocas" -entre el 10% y el 30%- fueron destruidas, y sólo unos "pocos" edificios de clase dos resultaron dañados. Esta zona elipsoidal se extendía unos 75 km al norte y al sur de Tangshan y 120 km al este y al oeste, desde unos 25 km menos de Pekín hasta menos de la ciudad de Qinhuangdao (que tuvo sacudidas anómalas), y desde el Mar de Bohai en el sur y suroeste hasta justo al norte de Zunhua. El acortamiento norte-sur de esta zona se atribuye al apuntalamiento por el lecho de roca de las montañas Yanshin.
Más allá de la zona VI se produjeron daños importantes, pero (al igual que en Pekín) afectaron a menos del 10% de los edificios o se produjeron en pequeñas zonas localizadas.

### Minas de carbón
La minería del carbón es la principal industria de Tangshan, y cuando se produjo el terremoto había unos 10.000 mineros bajo tierra. En su mayor parte, los caminos de la mina (túneles) no sufrieron daños graves, pero con la pérdida de energía eléctrica no había iluminación (aparte de los faros), ni ventilación, ni ascensores de trabajo. Se informa de que la mayoría de los mineros escaparon en cuestión de horas, pero que algunos no llegaron a la superficie hasta dos semanas después.
La mayoría de los daños en los pozos verticales se produjeron en los primeros 50 metros, donde atraviesan el aluvión acuífero. En muchos casos, el revestimiento de hormigón construido para impedir el paso del agua se agrietó (sobre todo en los casos en que no se construyó correctamente), permitiendo una entrada de agua mucho mayor. Junto con los daños en el sistema de drenaje subterráneo y la falta de energía para accionar las bombas, muchas de las minas se inundaron.
En tres días se restableció parte de la energía eléctrica de las minas y en diez días se reanudó parte de la producción de carbón. Sin embargo, el desaguado, la revisión de los equipos eléctricos inundados y la reconstrucción de los edificios y estructuras de superficie continuaron durante un año y medio; el nivel de producción anterior al terremoto no se alcanzó hasta finales de 1977.

### Ferrocarriles
El ferrocarril Beijing-Shanhaiguan (construido en 1887) es una línea troncal de doble vía de clase I que va desde Pekín hacia el sureste hasta Tianjin y Tanggu, para luego girar hacia el noreste y cruzar el río Yongdingxin y su estuario para dirigirse al Ninghe y luego a Tangshan. Desde Tangshan continúa hacia el noreste y luego hacia el este hasta Chengli, y después hasta Qinhuangdao y Shanhaiguan. Es la principal conexión de Pekín, Tianjin y Tangshan con los puertos marítimos y con el noreste de China.  El ferrocarril del Tongxian a Tuozitou (dentro del actual condado de Luan) (construido en 1976) es una línea troncal de clase I de vía única que discurre hacia el este desde la periferia oriental de Pekín hasta su confluencia con la línea de Pekín a Shanhaiguan al noreste de Tangshan (cerca del epicentro del terremoto de 7,1 grados). Todo ello se construyó "sin tener en cuenta el diseño antisísmico", aunque se aplicaron algunas "medidas de resistencia a los terremotos" para puentes grandes y medianos tras el terremoto de Haicheng de 1975.
Estas arterias vitales (y otros ferrocarriles y ramales) sufrieron graves daños a causa de los terremotos, principalmente en las zonas de intensidad IX o superior de las sacudidas. (Esto incluye una amplia zona en torno al terremoto de Tangshan, y las áreas en torno a Ninghe y Luanhsien tras las réplicas de M 6,9 y M 7,4). En el momento del seísmo principal había 28 trenes de mercancías y siete de pasajeros viajando por la línea Pekín-Shanhaiguan en la zona afectada; siete trenes de mercancías y dos de pasajeros descarrilaron debido al descarrilamiento de los raíles, sobre todo al sur de Tangshan donde la línea se construyó sobre aluvión suelto, diluvio y tramos ocasionales de arena suelta. En muchos de estos casos -y también en casos similares al noreste de Tangshan, y en la línea Tongxian-Tuozitou al este del Fengrun - el terraplén del ferrocarril se desplomó debido a la debilidad del suelo. En otros casos, el terraplén aguantó, pero la compresión transversal de los raíles hizo que se doblaran.
Las operaciones ferroviarias se vieron aún más perjudicadas por la pérdida de las comunicaciones (incluida la señalización) y del suministro de agua (para las locomotoras de vapor), en ambos casos debido principalmente al derrumbe de edificios y a la pérdida de energía eléctrica. Sin embargo, los daños más graves, que requirieron más mano de obra y más tiempo de reparación, fueron los que afectaron a los puentes. Lo más difícil fue cuando el suelo blando o licuado permitió que la orilla se deslizara hacia el río, desplazando los estribos. Un problema más frecuente era cuando un terraplén de aproximación se hundía, dejando normalmente los raíles suspendidos del estribo.  Hubo numerosos casos en los que las pilas y los estribos de hormigón resultaron dañados debido a un diseño y una construcción inadecuados; los puentes que se reforzaron tras el terremoto de Haicheng sobrevivieron con daños leves.
Se observó que, a partir de la intensidad VII, los daños en el lecho de la carretera se correlacionaban principalmente con un suelo suelto y un nivel freático alto. Por el contrario, los puentes y los raíles de la ciudad de Tangshan, construidos sobre un suelo denso con una capa freática profunda, no sufrieron daños en su mayor parte, a pesar de estar sometidos a sacudidas de intensidad XI.
Se movilizaron más de cuarenta y dos mil personas para efectuar rápidamente la reparación de emergencia de las vías férreas. La línea Tongxian-Tuozitou se abrió al tráfico el 3 de agosto, la vía única de la línea Pekín-Shanhaiguan se abrió el 7 de agosto, y las dos vías el 10 de agosto, aunque a velocidades restringidas sobre puentes provisionales y en otros lugares donde las reparaciones aún no estaban completas.